# باول هوارد (رسام توضيحي)
باول هوارد (بالإنجليزية: Paul Howard)‏ هو رسام توضيحي بريطاني، ولد في 1 أبريل 1967.